# Heinrich Gesang
Heinrich Gesang (* 9. August 1934 in Immelborn) ist ein deutscher Geologe.
Gesang war Präsident der Thüringer Landesanstalt für Geologie, dem heutigen Thüringer Landesamt für Umwelt, Bergbau und Naturschutz mit Sitz in Weimar. Unter Gesang wurden die Kiesvorkommen im Erfurter Norden analysiert. Gesang promovierte 1988 in an der Hochschule für Bauwesen Weimar auf dieser Grundlage. Er war Schüler u. a. von Gerd Seidel. Unter Seidel hatte Gesang an der Geologischen Karte der Deutschen Demokratischen Republik bereits 1963 mitgearbeitet.

## Werke (Auswahl)
- Ausbildung und baustoffliche Eignung der Kiessandlagerstätten des Bezirkes Erfurt : mit Vorschlägen für die Erkundung und Nutzung (1988), Diss. Weimar 1988.
- Beiträge zum Quartär Thüringens Geowissenschaftliche Mitteilungen von Thüringen / Beiheft 7, Thüringer Landesanstalt für Geologie, Weimar 1998.
- Probleme der Planung, Erkundung und Gewinnung von Steinen und Erden in Thüringen: Geowissenschaftliche Fachtagung der Tagungsreihe Probleme der angewandten Geologie in Thüringen ; [Weimar – Oberweimar, Bienenmuseum] 10. u. 11. September 1999, Thüringer Landesanstalt für Geologie, Weimar 1999.